# Белене (община)
Муніципалітет Белене розташований у Північній Болгарії та є одним із складових муніципалітетів округу Плевен.

## Географія

#### Географічне положення, межі, розміри
Муніципалітет розташований у північно-східній частині області Плевен. За площею 285 046 км² він займає 9 місце серед 11 муніципалітетів району, що становить 6,13% території району. Його межі такі:
- на сході – муніципалітет Свиштов, область Велико Тирново;
- на півдні – муніципалітет Левскі;
- на заході – муніципалітет Нікополь;
- на півночі – Румунія.

Переважаючий рельєф муніципалітету рівнинний і злегка горбистий. Її територія повністю впадає в Середньодунайську низовину . На північ, вздовж річки Дунай, простягається західна частина великої Свіштовсько-Беленської рівнини, яка охоплює близько 120 км² території муніципалітету. Тут, на березі річки Дунай, на 530-му кілометрі знаходиться найнижча точка села - 19 м над рівнем моря. Іншу частину території займають горбисті південно-східні частини Нікопольського плато. На південний захід від села Кулина Вода, на кордоні з муніципалітетом Нікополь, знаходиться найвища точка муніципалітету Белене - пік Санадинівський, висотою 255 м над рівнем моря.Найбільший болгарський острів на Дунаї - Белене (41,1 км² ) повністю входить до меж муніципалітету.
Частина правого берега річки Дунай від 560 до 582 км (кілометри відраховуються від гирла річки) входить до території муніципалітету . З Нікопольського плато стікають на північний схід і схід невеликі і короткі річки та балки, води яких у Свищово-Беленській низовині розділяють численні зрошувальні канали для зрошення сільськогосподарських угідь.

## Населення

#### Етнічний склад (2011)
|                    | Числення | Частка (у %) |
| ------------------ | -------- | ------------ |
| Болгари            | 7397     | 71,69        |
| Турки              | 292      | 2,83         |
| Цигани             | 92       | 0,89         |
| Інші               | 23       | 0,22         |
| Не визначають себе | 31       | 0,30         |
| Не відповіли       | 2483     | 24,06        |
| Всього             | 10,318   | 100,00       |

#### Населені пункти
Муніципалітет має 6 населених пунктів із загальною кількістю населення 7803 особи (станом на 7 вересня 2021 року). 
| Назва           | Населення (2021) | Площа земельної ділянки км² |
| --------------- | ---------------- | --------------------------- |
| Белене          | 6533             | 146,310                     |
| Біла вода       | 241              | 24,232                      |
| Деков           | 383              | 29,718                      |
| Кулина вода     | 142              | 24,303                      |
| П'ять колодязів | 279              | 29,246                      |
| Татари          | 225              | 31,237                      |

## Адміністративно-територіальні зміни
- у 1946 році – без розпорядчого акту оновлено назву села Петі Кладенці на Петокладенці;
- у 1956 році – без розпорядчого акту оновлено назву села Татаре на Татари;
- Указ № 546/проп. 15 вересня 1964 р. - визнав селище Белене містом Белене.

## Транспорт
Через східну частину муніципалітету, з південного сходу на північний захід, проходить остання 12-кілометрова ділянка маршруту залізничної станції Ореш - Белене .
Через муніципалітет повністю або частково проходять 2 дороги дорожньої мережі Республіки Болгарія загальною протяжністю 22,8 км:
- республіканської дороги II-52 протяжністю 17,8 км (від км 75,3 до км 93,1);
- вся 5-кілометрова ділянка Республіканської дороги III-5202 .

## Топографічна карта
- Аркуш карти К-35-2 Масштаб: 1:100 000.
- Аркуш карти К-35-3 . Масштаб: 1:100 000.
- Аркуш карти К-35-14 . Масштаб: 1:100 000.
- Аркуш карти К-35-15 . Масштаб: 1:100 000.